# Novaculoides
Novaculoides   es un género de peces de la familia de los Labridae y del orden de los Perciformes.

## Especies
Según FishBase:
- Novaculoides macrolepidotus (Bloch, 1791)[3]